# العلاقات الدنماركية الصربية
العلاقات الدنماركية الصربية هي العلاقات الثنائية التي تجمع بين الدنمارك وصربيا.

## مقارنة بين البلدين
هذه مقارنة عامة ومرجعية للدولتين:
| وجه المقارنة                                              | الدنمارك                                                     | صربيا                                                      |
| --------------------------------------------------------- | ------------------------------------------------------------ | ---------------------------------------------------------- |
| المساحة (كم2)                                             | 42.92 ألف                                                    | 88.36 ألف                                                  |
| عدد السكان (نسمة)                                         | 5.79 مليون                                                   | 7.02 مليون                                                 |
| الكثافة السكانية (ن./كم²)                                 | 134.9                                                        | 79.45                                                      |
| العاصمة                                                   | كوبنهاغن                                                     | بلغراد                                                     |
| اللغة الرسمية                                             | اللغة الدنماركية                                             | اللغة الصربية                                              |
| العملة                                                    | كرونة دنماركية                                               | دينار صربي                                                 |
| الناتج المحلي الإجمالي (بليون دولار)                      | 324.87 مليار                                                 | 41.43 مليار                                                |
| الناتج المحلي الإجمالي (تعادل القوة الشرائية) بليون دولار | 278.61 مليار                                                 | 100.13 مليار                                               |
| الناتج المحلي الإجمالي الاسمي للفرد دولار أمريكي          | 51.99 ألف                                                    | 5.24 ألف                                                   |
| الناتج المحلي الإجمالي للفرد دولار أمريكي                 | 45.54 ألف                                                    | 13.59 ألف                                                  |
| مؤشر التنمية البشرية                                      | 0.900                                                        | 0.771                                                      |
| رمز المكالمات الدولي                                      | +45                                                          | +381                                                       |
| رمز الإنترنت                                              | .dk                                                          | .rs، .срб ‏                                                 |
| المنطقة الزمنية                                           | توقيت وسط أوروبا، ت ع م+02:00، ت ع م+01:00، أوروبا/كوبنهاجن ‏ | توقيت وسط أوروبا، ت ع م+01:00، ت ع م+02:00، أوروبا/بلغراد ‏ |

## منظمات دولية مشتركة
يشترك البلدان في عضوية مجموعة من المنظمات الدولية، منها:
| علم المنظمة | اسم المنظمة                               | تاريخ انضمام الدنمارك | تاريخ انضمام صربيا |
| ----------- | ----------------------------------------- | --------------------- | ------------------ |
|             | وكالة ضمان الاستثمار متعدد الأطراف        | 12 أبريل 1988         | 19 مارس 1993       |
|             | الأمم المتحدة                             | 24 أكتوبر 1945        | 1 نوفمبر 2000      |
|             | الفريق المعني برصد الأرض                  | ?                     | ?                  |
|             | منظمة حظر الأسلحة الكيميائية              | ?                     | ?                  |
|             | منظمة الشرطة الجنائية الدولية             | ?                     | ?                  |
|             | منظمة الأمن والتعاون في أوروبا            | 25 يونيو 1973         | 3 يونيو 2006       |
|             | مؤسسة التنمية الدولية                     | 30 نوفمبر 1960        | 25 فبراير 1993     |
|             | يونسكو                                    | 4 نوفمبر 1946         | 20 ديسمبر 2000     |
|             | مجلس أوروبا                               | ?                     | 3 أبريل 2003       |
|             | الاتحاد البريدي العالمي                   | ?                     | ?                  |
|             | البنك الدولي للإنشاء والتعمير             | 30 نوفمبر 1960        | 25 فبراير 1993     |
|             | الاتحاد الدولي للاتصالات                  | 1866                  | 1 يونيو 2001       |
|             | مؤسسة التمويل الدولية                     | 20 يوليو 1956         | 25 فبراير 1993     |
|             | المنظمة الأوروبية لسلامة الملاحة الجوية   | 1994                  | 2005               |
|             | المركز الدولي لتسوية المنازعات الاستشارية | 24 مايو 1968          | 8 يونيو 2007       |
|             | مجموعة الموردين النوويين                  | ?                     | ?                  |

## أعلام
هذه قائمة لبعض الشخصيات التي تربطها علاقات بالبلدين:
- الأميرة إليزابيث يوغوسلافيا (ناشطة حقوق إنسان صربية، 7 أبريل 1936 – )

## وصلات خارجية
- موقع وزارة الخارجية الدنماركية
- موقع وزارة الخارجية الصربية